# Magnus Nicander
Magnus Nicander, född omkring 1656 i Jönköping, död 8 mars 1709 i Näshults socken i Jönköpings län, var en svensk präst, verksam i Växjö stift inom Svenska kyrkan.
Magnus Nicander var son till prästen Magnus Petri Nicander, som senare blev kyrkoherde i Hovmantorps församling i Växjö stift, och Kerstin Jönsdotter samt bror till rektor Petrus Nicander. Efter avslutad skolgång i Växjö 1671 blev han student vid Kungliga Akademien i Åbo 1677, disputerade 1680 och 1685 samt blev magister samma år. Han utnämndes till regementspastor för Kronobergs regemente 1690, men tillträdde inte. År 1692 blev han i stället kyrkoherde i Näshults församling, där han verkade fram till sin död.
Första gången gifte han sig 1690 med Christina Kebbonia, som var dotter till företrädaren som kyrkoherde i Näshult, Erland Kebbonius. Andra gången gifte han sig 1703 med Anna Starbeckia, dotter till kyrkoherden i Fagerhult, Växjö stift, Israel Starbeckius, och tredje gången med Anna Israelsdotter Böttger.
Magnus Nicander hade barnen Erland Nicander (född 1691), komminister i Stenbrohults församling i Växjö stift, Britta Nicander (född 1697), Magnus Nicander (född 1699), Israel Nicander (1704–1745), kyrkoherde i Ryssby församling, Växjö stift, och författaren Anders Nicander (1707–1781).